# کازوکی موراکامی
کازوکی موراکامی (انگلیسی: Kazuki Murakami؛ زادهٔ ۲۱ دسامبر ۱۹۸۷) بازیکن فوتبال اهل ژاپن است.